# Psectrosciara stradivarius
Psectrosciara stradivarius är en tvåvingeart som beskrevs av Haenni och Wilhelm Ludwig Rapp 2003. Psectrosciara stradivarius ingår i släktet Psectrosciara och familjen dyngmyggor.
Artens utbredningsområde är Belize. Inga underarter finns listade i Catalogue of Life.